# وایلدوود (فلوریدا)
وایلدوود (به انگلیسی: Wildwood) شهری در شهرستان سامتر ایالت فلوریدا است که در سال ۱۸۷۷ بنیان‌گذاری شده‌است. این شهر طبق سرشماری سال ۲۰۱۰ میلادی، ۴٬۷۹۱ نفر جمعیت داشته و مساحت آن نیز ۱۳٫۴ کیلومتر مربع است.